# Frank Leyva
Pour les articles homonymes, voir Leyva.
Frank Leyva est un acteur et directeur de casting américain né le 26 octobre 1897 à El Paso (Texas), et mort le 26 février 1981 à North Hollywood (Californie).

## Filmographie

### Acteur

#### Cinéma
- 1934 : The Marines Are Coming (en) de David Howard : Bandit (non crédité)
- 1935 : La Dernière Rumba (Rumba) de Marion Gering : figuration (non crédité)
- 1936 : La Légion des damnés (The Texas Rangers) de King Vidor : Mexicain (non crédité)
- 1936 : Ramona de Henry King : Serviteur (non crédité)
- 1937 : Le Cœur en fête (When You're in Love) de Robert Riskin et Harry Lachman : Policier mexicain (non crédité)
- 1937 : La Caravane de l'enfer (The Painted Stallion) de William Witney, Ray Taylor et Alan James : Capitaine des gardes (non crédité)
- 1937 : Le Dernier Train de Madrid (The Last Train from Madrid) de James Patrick Hogan : Chauffeur (non crédité)
- 1937 : Aventure en Espagne (Love Under Fire) de George Marshall : Garde (non crédité)
- 1937 : Le Retour de Zorro (Zorro Rides Again) de William Witney et John English : Gonzalez, serviteur [Chap. 4-5] (non crédité)
- 1938 : Les Justiciers du Far-West (The Lone Ranger) de John English et William Witney : Soldat de cavalerie (non crédité)
- 1939 : Gunga Din de George Stevens : Marchand (non crédité)
- 1945 : Yolanda et le Voleur (Yolanda and the Thief) de Vincente Minnelli : Homme au lama (non crédité)
- 1945 : Mascarade à Mexico (Masquerade in Mexico) de Mitchell Leisen : Journaliste (non crédité)
- 1946 : Gilda de Charles Vidor : Membre du cartel d'Argentine (non crédité)
- 1946 : Vacances tragiques (Perilous Holiday) d'Edward H. Griffith : Employé de bureau (non crédité)
- 1947 : Taïkoun (Tycoon) de Richard Wallace : Ouvrier (non crédité)
- 1948 : Charlie Chan à Mexico (en) (The Feathered Serpent) de William Beaudine : José (non crédité)
- 1949 : Ça commence à Vera Cruz (The Big Steal) de Don Siegel : Vendeur (non crédité)
- 1950 : Voyage sans retour (Where Danger Lives) de John Farrow : Mexicain (non crédité)
- 1955 : Les Implacables (The Tall Men) de Raoul Walsh : Serveur (non crédité)
- 1956 : Les dix commandements de Cecil B. DeMille : Hébreu aux portes de Ramsès (non crédité)
- 1957 : Dix Mille Chambres à coucher (Ten Thousand Bedrooms) de Richard Thorpe : Reporter (non crédité)
- 1957 : Les Amours d'Omar Khayyam (Omar Khayyam) de William Dieterle : Assassin défenseur (non crédité)
- 1957 : Contrebande au Caire (Tip on a Dead Jockey) de Richard Thorpe : Employé de bureau (non crédité)
- 1958 : Tueurs de feux à Maracaibo (Maracaibo) de Cornel Wilde : Barman (non crédité)
- 1958 : Les Boucaniers (The Buccaneer) d'Anthony Quinn : Soldat / Pirate / Vendeur espagnol (non crédité)
- 1967 : El Dorado de Howard Hawks : figuration (non crédité)

#### Télévision
Séries télévisées
- 1955 : Soldiers of Fortune : Juan
- 1962 : The Andy Griffith Show : Carl

### Directeur de casting

#### Cinéma
- 1956 : Le Tour du monde en quatre-vingts jours (Around the World in 80 Days) de Michael Anderson
- 1960 : Alamo de John Wayne